# Memecylon oligophlebium
Memecylon oligophlebium är en tvåhjärtbladig växtart som beskrevs av Elmer Drew Merrill. Memecylon oligophlebium ingår i släktet Memecylon och familjen Melastomataceae. Inga underarter finns listade i Catalogue of Life.